# Lőrinc Schlauch
Lőrinc Schlauch (ur. 27 marca 1824 w Uj-Arad − zm. 10 lipca 1902 w Nagyvárad) – węgierski duchowny rzymskokatolicki, kardynał.

## Życiorys
Święcenia kapłańskie przyjął w 1847. W latach 1873–1887 biskup Satu Mare, następnie (1887-1902) ordynariusz Oradea Mare. Kreowany kardynałem na konsystorzu w 1893 przez papieża Leona XIII z tytułem prezbitera San Girolamo dei Croati.